# Erioptera (Erioptera) urania
Erioptera (Erioptera) urania is een tweevleugelige uit de familie steltmuggen (Limoniidae). De soort komt voor in het Neotropisch gebied.